# Gilberto de Godoy
Gilberto Amauri de Godoy Filho, noto anche con lo pseudonimo di Giba (Londrina, 23 dicembre 1976), è un pallavolista brasiliano.
Gioca nel ruolo di schiacciatore nel Polonia London.

## Carriera
La carriera sportiva di Gilberto Godoy Filho comincia nel 1993 tra le file del club Curitibano, con cui resta legato per una stagione. Già vincitore al campionato mondiale under 19 in Turchia, dopo aver vinto il campionato sudamericano della stessa categoria l'anno precedente, nell'estate 1994 si aggiudica anche il campionato sudamericano under 21.
Nel 1995, dopo una stagione trascorsa al Cocamar, all'età di 18 anni, viene convocato per la prima volta nella nazionale maggiore, con cui conquista il primo campionato sudamericano della sua carriera, oltre all'argento nella World League e al bronzo alla Coppa del Mondo.
Fra il 1996 e il 2000 gioca in diverse squadre brasiliane, riuscendo a conquistare lo scudetto nella stagione 1999-00 con il Minas Tênis Clube, con cui si aggiudica anche un campionato mineiro. In questi anni ottiene dei buoni risultati con la nazionale, vincendo due campionati sudamericani e la Grand Champions Cup 1997, oltre a due bronzi consecutivi in World League e buoni piazziamenti in Coppa America e l'oro ai giochi panamericani 1999.
Nella stagione 2000-01 fa la sua prima esperienza all'estero, ingaggiato dal club italiano 4 Torri Ferrara, con cui rimarrà legato per tre anni: nel corso del suo ultimo anno in terra estense, il 15 dicembre 2002 risulta positivo alla cannabis ad un controllo antidoping
, che gli costa una squalifica fino al 21 marzo 2003 e una multa.
Nello stesso triennio, con la nazionale vince due World League, il primo campionato mondiale della sua carriera e la Coppa del Mondo 2003, oltre ad altri due campionati sudamericani.
Successivamente continua la sua esperienza nel campionato italiano, stavolta tra le file di Cuneo,a quei tempi sempre in testa al campionato italiano e desiderosa di avere uno schiacciatore del suo calibro, con cui conquista la Coppa Italia 2005-06. Con la Seleção continua a collezionare trofei, i più importanti dei quali sono l'oro olimpico ad Atene 2004 e il campionato mondiale 2006 in Giappone, in cui viene anche premiato come miglior giocatore.
Nel 2007, terminato il sodalizio con Cuneo, si trasferisce in Russia, nel club dell'Iskra Odincovo, con cui rimane legato per due stagioni, senza però ottenere risultati di rilievo. Il 2008 si rivela un anno deludente: infatti, per la prima volta dopo nove anni, la Seleção non riesce a salire sul podio della World League e viene anche sconfitta nella finale olimpica di Pechino dagli Stati Uniti.
Nel 2009 torna in Brasile rimanendo per due stagioni all'Esporte Clube Pinheiros. Durante l'estate 2009 colleziona medaglie d'oro, grazie ai successi nella World League, nel campionato sudamericano e alla Grand Champions Cup, ma è l'anno successivo che ottiene il successo più importante, la vittoria al campionato mondiale in Italia.
Nella stagione 2011-12 viene ingaggiato dal Cimed Esporte Clube, con cui conquista il Campionato Catarinense 2012. Come accaduto quattro anni prima, anche il 2012 si rivela deludente, con il sesto posto nella final six di Sofia e la sconfitta nella finale delle Olimpiadi di Londra per mano della Russia. Dopo le Olimpiadi, annuncia il suo ritiro dalla nazionale e cede la sua fascia di capitano al palleggiatore Bruno de Rezende. La stagione successiva gioca in Argentina nel Club Ciudad de Bolívar, con cui arriva secondo in classifica nella regular season, venendo eliminato nella semifinale play-off dall'UPCN Voley; in realtà non scende quasi mai in campo a causa di un infortunio.
Nella stagione 2013-14 rientra in Brasile per giocare nella Funvic. Nel novembre 2013, tuttavia, accetta la proposta dell'Al-Nasr Sports Club, club degli Emirati Arabi Uniti, ma l'esperienza si conclude dopo tre mesi.
Nell'agosto 2014 annuncia ufficialmente il proprio ritiro. Nel 2019 rientra in campo con gli inglesi del Polonia London, disputando la seconda parte della Super League 2018-19 ed aggiudicandosi al termine della stagione il titolo nazionale.
Nel 2018 viene inserito nella Volleyball Hall of Fame.

## Vita privata
All'età di sei mesi, gli viene diagnosticata una leucemia, che viene curata nell'arco di un anno con un trattamento ambulatoriale.
Nel 1996 è protagonista di un incidente automobilistico: l'auto con cui si stava dirigendo a Curitiba cade in un burrone di 30 metri, ma il giocatore esce illeso dall'accaduto.
Il 25 dicembre 2003 si sposa a Bucarest con l'ex pallavolista rumena Cristina Pîrv, da cui ha avuto due figli, Nicoll, nel 2004, e Patrick, nel 2008, entrambi nati a Curitiba. Nel 2013 Pîrv chiede ed ottiene il divorzio, in seguito alla relazione di Giba con la modella e filantropa Maria Luiza Dautt avuta durante la sua permanenza in Argentina.
Nel 2016 viene scelto come presidente della Commissione Atleti della FIVB.

## Palmarès

### Club
- Campionato brasiliano: 1

1999-00
- Campionato inglese: 1

2018-19
- Coppa Italia: 1

2005-06
- Campionato Mineiro: 1

2000
- Campionato Catarinense: 1

2012

### Nazionale (competizioni minori)
- Campionato sudamericano under 19 1992
- Campionato mondiale under 19 1993
- Campionato sudamericano under 21 1994
- Campionato mondiale under 21 1995
- Coppa America 1998
- Coppa America 1999
- Giochi panamericani 1999
- Coppa America 2000
- Coppa America 2001
- Giochi panamericani 2003
- Coppa America 2005
- Coppa America 2007
- Giochi panamericani 2007
- Coppa America 2008
- Memorial Hubert Wagner 2010

### Premi individuali
- 2001 - Campionato sudamericano: MVP
- 2001 - Campionato sudamericano: Miglior servizio
- 2004 - Giochi della XXVIII Olimpiade: MVP
- 2006 - World League: MVP
- 2006 - Campionato mondiale: MVP
- 2006 - Comitato Olimpico del Brasile: Prêmio Brasil Olímpico Sportivo brasiliano dell'anno
- 2007 - Giochi panamericani: MVP
- 2007 - Campionato sudamericano: MVP
- 2007 - Coppa del Mondo: MVP
- 2008 - World League: Miglior servizio
- 2009 - Campionato sudamericano: Miglior attaccante
- 2018 - Inserimento nella Volleyball Hall of Fame come giocatore